# Abdulaziz Hatem
Abdulaziz Hatem Mohammed Abdullah (Doha, 28 ottobre 1990) è un calciatore qatariota, centrocampista dell'Al-Rayyan e della nazionale qatariota.

## Caratteristiche tecniche
Di ruolo centrocampista, è un buon tiratore dalla distanza.

## Carriera

### Club
Ha giocato nella prima divisione qatariota.

### Nazionale
Ha esordito in nazionale nel 2009. Ha partecipato alla vittoriosa spedizione in Coppa d'Asia 2019 segnando 2 reti; una contro la Corea del Sud ai quarti di finale terminati 1-0 e l'altra nella vittoriosa finale contro il Giappone.

## Statistiche

### Cronologia presenze in nazionale
| Cronologia completa delle presenze e delle reti in nazionale ― Qatar | Cronologia completa delle presenze e delle reti in nazionale ― Qatar | Cronologia completa delle presenze e delle reti in nazionale ― Qatar | Cronologia completa delle presenze e delle reti in nazionale ― Qatar | Cronologia completa delle presenze e delle reti in nazionale ― Qatar | Cronologia completa delle presenze e delle reti in nazionale ― Qatar | Cronologia completa delle presenze e delle reti in nazionale ― Qatar | Cronologia completa delle presenze e delle reti in nazionale ― Qatar |
| Data                                                                 | Città                                                                | In casa                                                              | Risultato                                                            | Ospiti                                                               | Competizione                                                         | Reti                                                                 | Note                                                                 |
| -------------------------------------------------------------------- | -------------------------------------------------------------------- | -------------------------------------------------------------------- | -------------------------------------------------------------------- | -------------------------------------------------------------------- | -------------------------------------------------------------------- | -------------------------------------------------------------------- | -------------------------------------------------------------------- |
| 09-01-2019                                                           | al-'Ayn                                                              | Qatar                                                                | 2 – 0                                                                | Libano                                                               | Coppa d'Asia 2019 - 1º turno                                         | -                                                                    | 56’                                                                  |
| 13-01-2019                                                           | al-'Ayn                                                              | Corea del Nord                                                       | 0 – 6                                                                | Qatar                                                                | Coppa d'Asia 2019 - 1º turno                                         | -                                                                    |                                                                      |
| 17-01-2019                                                           | Abu Dhabi                                                            | Arabia Saudita                                                       | 0 – 2                                                                | Qatar                                                                | Coppa d'Asia 2019 - 1º turno                                         | -                                                                    | 58’                                                                  |
| 22-01-2019                                                           | Abu Dhabi                                                            | Qatar                                                                | 1 – 0                                                                | Iraq                                                                 | Coppa d'Asia 2019 - Ottavi di finale                                 | -                                                                    |                                                                      |
| 25-01-2019                                                           | Abu Dhabi                                                            | Corea del Sud                                                        | 0 – 1                                                                | Qatar                                                                | Coppa d'Asia 2019 - Quarti di finale                                 | 1                                                                    | 37’                                                                  |
| 01-02-2019                                                           | Abu Dhabi                                                            | Giappone                                                             | 1 – 3                                                                | Qatar                                                                | Coppa d'Asia 2019 - Finale                                           | 1                                                                    |                                                                      |
| 06-06-2019                                                           | Brasilia                                                             | Brasile                                                              | 2 – 0                                                                | Qatar                                                                | Amichevole                                                           | -                                                                    | 87’                                                                  |
| 16-06-2019                                                           | Rio de Janeiro                                                       | Paraguay                                                             | 2 – 2                                                                | Qatar                                                                | Coppa America 2019 - 1º turno                                        | -                                                                    | 88’                                                                  |
| 19-06-2019                                                           | San Paolo                                                            | Colombia                                                             | 1 – 0                                                                | Qatar                                                                | Coppa America 2019 - 1º turno                                        | -                                                                    | 66’                                                                  |
| 23-06-2019                                                           | Porto Alegre                                                         | Qatar                                                                | 0 – 2                                                                | Argentina                                                            | Coppa America 2019 - 1º turno                                        | -                                                                    |                                                                      |
| 10-09-2019                                                           | Doha                                                                 | Qatar                                                                | 0 – 0                                                                | India                                                                | Qual. Mondiali 2022                                                  | -                                                                    | 70’                                                                  |
| 10-10-2019                                                           | Dacca                                                                | Bangladesh                                                           | 0 – 2                                                                | Qatar                                                                | Qual. Mondiali 2022                                                  | -                                                                    | 81’                                                                  |
| 15-10-2019                                                           | Al Wakrah                                                            | Qatar                                                                | 2 – 1                                                                | Oman                                                                 | Qual. Mondiali 2022                                                  | -                                                                    | 88’                                                                  |
| 14-11-2019                                                           | Doha                                                                 | Qatar                                                                | 2 – 0                                                                | Singapore                                                            | Amichevole                                                           | -                                                                    |                                                                      |
| 19-11-2019                                                           | Dušanbe                                                              | Afghanistan                                                          | 0 – 1                                                                | Qatar                                                                | Qual. Mondiali 2022                                                  | -                                                                    |                                                                      |
| 26-11-2019                                                           | Doha                                                                 | Qatar                                                                | 1 – 2                                                                | Iraq                                                                 | Gulf Cup 2019 - 1º turno                                             | 1                                                                    | 46’                                                                  |
| 29-11-2019                                                           | Doha                                                                 | Yemen                                                                | 0 – 6                                                                | Qatar                                                                | Gulf Cup 2019 - 1º turno                                             | -                                                                    | 29’                                                                  |
| 02-12-2019                                                           | Doha                                                                 | Qatar                                                                | 4 – 2                                                                | Emirati Arabi Uniti                                                  | Gulf Cup 2019 - 1º turno                                             | -                                                                    | 68’                                                                  |
| 5-12-2019                                                            | Al Wakrah                                                            | Arabia Saudita                                                       | 1 – 0                                                                | Qatar                                                                | Gulf Cup 2019 - Semifinale                                           | -                                                                    |                                                                      |
| 13-11-2020                                                           | Hartberg                                                             | Costa Rica                                                           | 1 – 1                                                                | Qatar                                                                | Amichevole                                                           | -                                                                    | 85’                                                                  |
| 17-11-2020                                                           | Maria Enzersdorf                                                     | Qatar                                                                | 1 – 2                                                                | Corea del Sud                                                        | Amichevole                                                           | -                                                                    | 87’                                                                  |
| 4-12-2020                                                            | Doha                                                                 | Qatar                                                                | 5 – 0                                                                | Bangladesh                                                           | Qual. Mondiali 2022                                                  | 1                                                                    |                                                                      |
| 24-3-2021                                                            | Debrecen                                                             | Qatar                                                                | 1 – 0                                                                | Lussemburgo                                                          | Amichevole                                                           | -                                                                    |                                                                      |
| 27-3-2021                                                            | Debrecen                                                             | Qatar                                                                | 2 – 1                                                                | Azerbaigian                                                          | Amichevole                                                           | -                                                                    | 67’                                                                  |
| 30-3-2021                                                            | Debrecen                                                             | Qatar                                                                | 1 – 1                                                                | Irlanda                                                              | Amichevole                                                           | -                                                                    | 81’                                                                  |
| 3-6-2021                                                             | Doha                                                                 | India                                                                | 0 – 1                                                                | Qatar                                                                | Qual. Mondiali 2022                                                  | 1                                                                    |                                                                      |
| 7-6-2021                                                             | Doha                                                                 | Oman                                                                 | 0 – 1                                                                | Qatar                                                                | Qual. Mondiali 2022                                                  | -                                                                    | 77’                                                                  |
| 4-7-2021                                                             | Pola                                                                 | El Salvador                                                          | 0 – 1                                                                | Qatar                                                                | Amichevole                                                           | -                                                                    | 20’                                                                  |
| 13-7-2021                                                            | Houston                                                              | Qatar                                                                | 3 – 3                                                                | Panama                                                               | Gold Cup 2021 - 1º turno                                             | -                                                                    |                                                                      |
| 17-7-2021                                                            | Houston                                                              | Grenada                                                              | 0 – 4                                                                | Qatar                                                                | Gold Cup 2021 - 1º turno                                             | 1                                                                    | 79’                                                                  |
| 20-7-2021                                                            | Houston                                                              | Honduras                                                             | 0 – 2                                                                | Qatar                                                                | Gold Cup 2021 - 1º turno                                             | 1                                                                    |                                                                      |
| 25-7-2021                                                            | Glendale                                                             | Qatar                                                                | 3 – 2                                                                | El Salvador                                                          | Gold Cup 2021 - Quarti di finale                                     | 1                                                                    | 76’                                                                  |
| 30-7-2021                                                            | Austin                                                               | Qatar                                                                | 0 – 1                                                                | Stati Uniti                                                          | Gold Cup 2021 - Semifinale                                           | -                                                                    | 88’                                                                  |
| 7-9-2021                                                             | Lussemburgo                                                          | Lussemburgo                                                          | 1 – 1                                                                | Qatar                                                                | Amichevole                                                           | -                                                                    | 72’                                                                  |
| 9-10-2021                                                            | Loulé                                                                | Portogallo                                                           | 3 – 0                                                                | Qatar                                                                | Amichevole                                                           | -                                                                    |                                                                      |
| 12-10-2021                                                           | Dublino                                                              | Irlanda                                                              | 4 – 0                                                                | Qatar                                                                | Amichevole                                                           | -                                                                    | 72’                                                                  |
| 11-11-2021                                                           | Belgrado                                                             | Serbia                                                               | 4 – 0                                                                | Qatar                                                                | Amichevole                                                           | -                                                                    | cap. 46’                                                             |
| 14-11-2021                                                           | Baku                                                                 | Azerbaigian                                                          | 2 – 2                                                                | Qatar                                                                | Amichevole                                                           | -                                                                    | cap. 71’                                                             |
| 30-11-2021                                                           | Al Khawr                                                             | Qatar                                                                | 1 – 0                                                                | Bahrein                                                              | Coppa araba FIFA 2021 - 1º turno                                     | 1                                                                    | cap.                                                                 |
| 3-12-2021                                                            | Doha                                                                 | Oman                                                                 | 1 – 2                                                                | Qatar                                                                | Coppa araba FIFA 2021 - 1º turno                                     | -                                                                    | 90’                                                                  |
| 6-12-2021                                                            | Al Khawr                                                             | Qatar                                                                | 3 – 0                                                                | Iraq                                                                 | Coppa araba FIFA 2021 - 1º turno                                     | -                                                                    | cap.                                                                 |
| 10-12-2021                                                           | Al Khawr                                                             | Qatar                                                                | 5 – 0                                                                | Emirati Arabi Uniti                                                  | Coppa araba FIFA 2021 - Quarti di finale                             | 1                                                                    |                                                                      |
| 15-12-2021                                                           | Doha                                                                 | Qatar                                                                | 1 – 2                                                                | Algeria                                                              | Coppa araba FIFA 2021 - Semifinale                                   | -                                                                    |                                                                      |
| 18-12-2021                                                           | Doha                                                                 | Egitto                                                               | 0 – 0 dts (4 – 5 dtr)                                                | Qatar                                                                | Coppa araba FIFA 2021 - Finale 3º posto                              | -                                                                    | cap. 74’                                                             |
| 26-8-2022                                                            | Wiener Neustadt                                                      | Qatar                                                                | 1 – 1                                                                | Giamaica                                                             | Amichevole                                                           | -                                                                    | cap. 85’                                                             |
| 23-9-2022                                                            | Vienna                                                               | Qatar                                                                | 0 – 2                                                                | Canada                                                               | Amichevole                                                           | -                                                                    | 62’                                                                  |
| 27-9-2022                                                            | Vienna                                                               | Qatar                                                                | 2 – 2                                                                | Cile                                                                 | Amichevole                                                           | -                                                                    | 89’                                                                  |
| 20-11-2022                                                           | Al Khawr                                                             | Qatar                                                                | 0 – 2                                                                | Ecuador                                                              | Mondiali 2022 - 1º turno                                             | -                                                                    |                                                                      |
| 25-11-2022                                                           | Doha                                                                 | Qatar                                                                | 1 – 3                                                                | Senegal                                                              | Mondiali 2022 - 1º turno                                             | -                                                                    | 69’                                                                  |
| 29-11-2022                                                           | Al Khawr                                                             | Paesi Bassi                                                          | 2 – 0                                                                | Qatar                                                                | Mondiali 2022 - 1º turno                                             | -                                                                    | 85’                                                                  |
| 7-9-2023                                                             | Al Wakrah                                                            | Qatar                                                                | 1 – 2                                                                | Kenya                                                                | Amichevole                                                           | -                                                                    | 46’                                                                  |
| 12-9-2023                                                            | Al Wakrah                                                            | Qatar                                                                | 1 – 1                                                                | Russia                                                               | Amichevole                                                           | -                                                                    | 46’                                                                  |
| 13-10-2023                                                           | Amman                                                                | Iraq                                                                 | 0 – 0                                                                | Qatar                                                                | Amichevole                                                           | -                                                                    | Cap. 69’                                                             |
| 5-1-2024                                                             | Doha                                                                 | Qatar                                                                | 1 – 2                                                                | Giordania                                                            | Amichevole                                                           | -                                                                    | 46’                                                                  |
| 12-1-2024                                                            | Al Khawr                                                             | Qatar                                                                | 3 – 0                                                                | Libano                                                               | Coppa d'Asia 2023 - 1º turno                                         | -                                                                    | 79’                                                                  |
| 22-1-2024                                                            | Doha                                                                 | Qatar                                                                | 1 – 0                                                                | Cina                                                                 | Coppa d'Asia 2023 - 1º turno                                         | -                                                                    | 46’                                                                  |
| 29-1-2024                                                            | Al Khawr                                                             | Qatar                                                                | 2 – 1                                                                | Palestina                                                            | Coppa d'Asia 2023 - Ottavi di finale                                 | -                                                                    | 59’                                                                  |
| 3-2-2024                                                             | Al Khawr                                                             | Qatar                                                                | 1 – 1 dts (3 - 2 dtr)                                                | Uzbekistan                                                           | Coppa d'Asia 2023 - Quarti di finale                                 | -                                                                    | 81’                                                                  |
| 7-2-2024                                                             | Doha                                                                 | Iran                                                                 | 2 – 3                                                                | Qatar                                                                | Coppa d'Asia 2023 - Semifinale                                       | -                                                                    | 81’                                                                  |
| 10-2-2024                                                            | Lusail                                                               | Giordania                                                            | 1 – 3                                                                | Qatar                                                                | Coppa d'Asia 2023 - Finale                                           | -                                                                    | 53’                                                                  |
| 5-9-2024                                                             | Al Rayyan                                                            | Qatar                                                                | 1 – 3                                                                | Emirati Arabi Uniti                                                  | Qual. Mondiali 2026                                                  | -                                                                    | 62’                                                                  |
| 10-10-2024                                                           | Al Rayyan                                                            | Qatar                                                                | 3 – 1                                                                | Kirghizistan                                                         | Qual. Mondiali 2026                                                  | -                                                                    | Cap.                                                                 |
| 15-10-2024                                                           | Teheran                                                              | Iran                                                                 | 4 – 1                                                                | Qatar                                                                | Qual. Mondiali 2026                                                  | -                                                                    | cap.                                                                 |
| 14-11-2024                                                           | Doha                                                                 | Qatar                                                                | 3 – 2                                                                | Uzbekistan                                                           | Qual. Mondiali 2026                                                  | -                                                                    | 69’                                                                  |
| 19-11-2024                                                           | Abu Dhabi                                                            | Emirati Arabi Uniti                                                  | 5 – 0                                                                | Qatar                                                                | Qual. Mondiali 2026                                                  | -                                                                    | 71’                                                                  |
| 25-3-2025                                                            | Biškek                                                               | Kirghizistan                                                         | 3 – 1                                                                | Qatar                                                                | Qual. Mondiali 2026                                                  | -                                                                    | cap.                                                                 |
| 5-6-2025                                                             | Doha                                                                 | Qatar                                                                | 1 – 0                                                                | Iran                                                                 | Qual. Mondiali 2026                                                  | -                                                                    | 61’                                                                  |
| 10-6-2025                                                            | Tashkent                                                             | Uzbekistan                                                           | 3 – 0                                                                | Qatar                                                                | Qual. Mondiali 2026                                                  | -                                                                    | 33’ 46’                                                              |
| Totale                                                               |                                                                      | Presenze                                                             | 66                                                                   |                                                                      | Reti                                                                 | 10                                                                   |                                                                      |

## Palmarès

### Club

#### Competizioni nazionali
- Sheikh Jassem Cup: 3

Al-Arabi: 2008, 2010, 2011

### Nazionale
- Coppa d'Asia: 2

2019, 2023